# Voltigeur (1909)
Voltigeur – francuski niszczyciel z okresu I wojny światowej. Jednostka typu Voltigeur. Okręt wyposażony w cztery kotły parowe Normand opalane węglem (zapas paliwa 118 t), maszynę parową napędzającą środkową śrubę i dwie turbiny Rateau napędzający śruby skrajne. Przetrwał wojnę. Został skreślony z listy floty w maju 1920 roku.